# Quilpué
Quilpué é uma comuna da província de Valparaíso, localizada na Região de Valparaíso, Chile. Possui uma área de 536,9 km² e uma população de 128.578 habitantes (2002).

## Esportes
A cidade de Quilpué possui um clube no Campeonato Chileno de Futebol, o Club Estudiantes de Quilpué.